# コルトレーン (小惑星)
コルトレーン (5893 Coltrane) は、小惑星帯の小惑星である。1982年5月15日、チェコのクレチ天文台 (Hvězdárna Kleť) のズデニカ・ヴァーヴロヴァー (Zdeňka Vávrová) が発見した。
アメリカのモダンジャズのサックス奏者ジョン・コルトレーンから命名された。